# Hiroshi Soejima
Hiroshi Soejima (jap. 副島 博志 Soejima Hiroshi; ur. 26 lipca 1959 w Sadze) – były japoński piłkarz, reprezentant kraju, trener.

## Kariera klubowa
Od 1976 do 1991 roku występował w klubach Yanmar Diesel i Sumitomo Metal.

## Kariera reprezentacyjna
W reprezentacji Japonii zadebiutował w 1980. W sumie w reprezentacji wystąpił w 3 spotkaniach.

## Statystyki
| Reprezentacja Japonii | Reprezentacja Japonii | Reprezentacja Japonii |
| Rok                   | Mecze                 | Gole                  |
| --------------------- | --------------------- | --------------------- |
| 1980                  | 3                     | 0                     |
| Razem                 | 3                     | 0                     |